# Stratopédarque

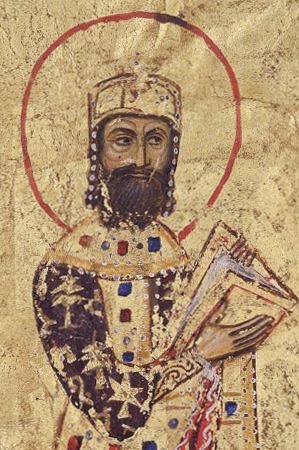
Portrait de l'empereur Alexis.

Le stratopédarque (en grec : στρατοπεδάρχης, « maître du camp ») est un terme grec désignant un commandant militaire de haut rang à partir du Ier siècle avant de devenir une fonction propre et un titre honorifique sous l'Empire byzantin.

## Histoire
Le terme apparaît pour la première fois à la fin du Ier siècle dans le Proche-Orient hellénistique. Son origine est floue mais il est utilisé dans certains inscriptions comme la traduction du poste romain de praefectus castrorum (préfet du camp). Quoi qu'il en soit, à partir du Ier siècle, il est utilisé au sens large comme un terme littéraire se référant au général et donc comme synonyme du terme ancien de stratēgos. Ainsi, dans la Bible, il est équivalent à la fonction de préfet du prétoire, le commandant du camp et de la garnison de la garde prétorienne à Rome. Au IVe siècle, l'historien Eusèbe de Césarée écrit que le stratopédarque est équivalent au dux romain.
Lors de la période méso-byzantine (IXe et XIIe siècles, le terme de stratopedon désigne l'armée en campagne plus que le camp lui-même. De fait, le terme de stratopédarque est plus utilisé dans le sens de commandant en chef. Ce mot acquiert un sens technique en 967 quand l'empereur Nicéphore II Phocas nomme l'eunuque Pierre Phocas comme stratopédarque avant de l'envoyer à la tête d'une armée en Cilicie. Le Taktikon de l'Escorial, écrit quelques années plus tard, montre l'existence de deux stratopédarques, l'un en Anatolie et l'autre dans les Balkans. Ce parallélisme se retrouve aussi dans l'existence de deux domestiques des Scholes sur les deux continents. Cela a conduit Nicolas Oikonomidès à suggérer que la fonction de stratopédarque a été créée en remplacement de celle de domestique des Scholes, interdite aux eunuques. Au cours des XIe et XIIe siècles, ce parallélisme semble ne plus exister. En effet, la fonction de stratopédarque devient l'un des titres officiels des commandants en chef de l'armée byzantine, comme l'attestent plusieurs sceaux. 
Le titre de megas stratopedarchēs ou grand stratopédarque (grand-maître du camp) est institué par l'empereur Théodore II Lascaris pour son principal ministre et confident Georges Muzalon. Le Livre des Offices de Pseudo-Kodinos au milieu du XIVe siècle situe la fonction de grand stratopédarque comme la septième en termes d'importance dans la hiérarchie des offices impériaux, entre celle de prōtostratōr et celle de megas primmikērios ou grand primicier. Selon Kodinos, le grand stratopédarque est chargé de l'approvisionnement de l'armée et a quatre stratopédarques comme subordonnés. Un pour les monokaballoi (en grec : μονοκάβαλλοι), une unité de cavalerie ; un pour les tzangratores (en grec : τζαγγράτορες), les arbalétriers ; un pour les tzakōnes (en grec: τζάκωνες ou Tzakoniens), une garde palatine composée d'infanterie de marine et un pour les mourtatoi que Kodinos présente comme une garde palatine mais dont la nature réelle est inconnue,. 
Toutefois, dans les faits, la fonction de stratopédarque ou de grand stratopédarque est vidée de sa fonction militaire après 1261 et n'est alors plus liée à des fonctions ou de commandement militaires. Le dernier grand stratopédarque de l'Empire byzantin est Démétrius Paléologue qui occupe aussi le poste de gouverneur de Constantinople et qui périt lors de la chute de celle-ci en 1453.